# 方园蛛
方园蛛（学名：Araneus quadratus）为园蛛科园蛛属的动物。在中国大陆，分布于河北等地。